# Stuart Little (novela)
Stuart Little es una novela infantil estadounidense de 1945 de E.B. White. Fue el primer libro infantil de White y ahora es ampliamente reconocido como un clásico de la literatura infantil. Stuart Little fue ilustrado por el artista posteriormente galardonado Garth Williams, también su primer trabajo para niños.
El libro es una historia realista pero fantástica sobre un niño humano parecido a un ratón llamado Stuart Little. Según el primer capítulo, "se parecía mucho a una rata/ratón en todos los sentidos".

## Antecedentes
En una carta que White escribió en respuesta a las preguntas de los lectores, describió cómo llegó a concebir a Stuart Little: "Hace muchos años, me acosté una noche en un vagón de tren y durante la noche soñé con un niño pequeño. que actuaba más bien como una rata. Así empezó la historia de Stuart Little". Tuvo el sueño en la primavera de 1926, mientras dormía en un tren de regreso a Nueva York de una visita al valle de Shenandoah. Como Sims (2011) escribió que Stuart "llegó a la mente [de White] en un envío directo desde el subconsciente".
White escribió algunas historias sobre Stuart, que les contó a sus 18 sobrinas y sobrinos cuando le pidieron que les contara una historia. En 1935, la esposa de White, Katharine, le mostró estas historias a Clarence Day, entonces colaborador habitual de The New Yorker. A Day le gustaron las historias y animó a White a no descuidarlas, pero ni Oxford University Press ni Viking Press estaban interesadas en las historias, y White no las desarrolló más de inmediato.
En el otoño de 1938, mientras su esposa escribía su colección anual de reseñas de libros para niños para The New Yorker, White escribió algunos párrafos en su columna "One Man's Meat" en Harper's Magazine sobre cómo escribir libros para niños. Anne Carroll Moore, la bibliotecaria principal de niños en la Biblioteca Pública de Nueva York, leyó esta columna y respondió alentándolo a escribir un libro para niños que "haría rugir a los leones de la biblioteca".
El editor de White en Harper, que había oído hablar de las historias de Stuart por Katherine, pidió verlas y, en marzo de 1939, tenía la intención de publicarlas. Por esa época, White le escribió a James Thurber que estaba "casi a la mitad" del libro; sin embargo, no lo terminó hasta el invierno de 1944-1945.

## Argumento
Un niño llamado Stuart nace en una familia común en la ciudad de Nueva York. Es normal en todos los sentidos, excepto que mide poco más de dos pulgadas (5 cm) de alto y se ve exactamente como un ratón. Al principio, a la familia le preocupa cómo sobrevivirá Stuart en un mundo de tamaño humano, pero a la edad de siete años, habla, piensa y se comporta al nivel de un ser humano de dieciséis años y muestra un ingenio sorprendente para adaptarse, realizar tales útiles tareas familiares como pescar el anillo de bodas de su madre en el desagüe del fregadero. Al gato de la familia, Snowbell, no le gusta Stuart porque, si bien siente un instinto natural de perseguirlo, sabe que Stuart es un miembro de la familia humana y, por lo tanto, está fuera de los límites.
En un frío día de invierno, la familia descubre un pájaro cantor llamado Margalo medio congelado en la puerta de su casa. Margalo es acogida y pasa el invierno en la casa familiar, donde se hace amiga de Stuart; Stuart, a su vez, la protege de Snowbell. El pájaro paga su amabilidad salvando a Stuart cuando queda atrapado en un bote de basura y lo envían al mar para su eliminación. En la primavera, cuando la liberan de la casa, continúa visitando a Stuart, lo que enfurece a Snowbell, quien ahora se encuentra con dos pequeños animales que no puede comer.
Snowbell hace un trato con el gato de Angora para comerse a Margalo para deshacerse de una de sus tentaciones (razonando que solo está mal si él se la come). Margalo es advertido y huye en medio de la noche. Stuart tiene el corazón roto, pero se decide a encontrarla. Primero va al dentista local, el Dr. Carey, que es amigo de Stuart. El paciente del dentista, Edward Clydesdale, sugiere que Margalo pudo haber volado a Connecticut, y el Dr. Carey le presta a Stuart su automóvil de juguete motorizado a gasolina para el largo viaje.
Stuart viaja de aventura en aventura y se encuentra en el pueblo de Ames Crossing, donde toma trabajo como maestro sustituto. Allí se entera de que vive en Ames Crossing una niña de quince años llamada Harriet Ames que tiene el mismo tamaño que Stuart pero parece un ser humano. Stuart compra una canoa de recuerdo en miniatura, la prepara para que sea cómoda e impermeable, e invita a Harriet a una cita en un bote. Sin embargo, cuando los dos llegan para la cita, los niños locales descubrieron la canoa y jugaron con ella, que la arruinaron. Harriet trata de ser cortés, pero Stuart se desanima por su bote roto. Stuart decide dejar Ames Crossing y continuar su búsqueda para encontrar a Margalo. Se pone en marcha una vez más en su coche, pensando que nunca más la volverá a ver.

## Recepción
Lucien Agosta, en su descripción general de la recepción crítica del libro, señala que "las reacciones críticas a Stuart Little han variado desde la desaprobación hasta la admiración incondicional desde que se publicó el libro en 1945, aunque en general ha sido bien recibido". Anne Carroll Moore, quien inicialmente había animado a White a escribir el libro, lo criticó cuando leyó una prueba del mismo. Escribió cartas a White, a su esposa Katharine ya la editora de libros infantiles de Harper, Ursula Nordstrom, aconsejándoles que el libro no se publicara.
Un crítico de libros de 1945 escribió: "El Sr. White tiene una tendencia a escribir escenas divertidas en lugar de contar una historia. Decir que Stuart Little es uno de los mejores libros para niños publicados este año es un elogio muy modesto para un escritor de su talento". El libro se ha convertido en un clásico para niños, y es muy leído por los niños y utilizado por los maestros. White recibió la Medalla Laura Ingalls Wilder en 1970 por Stuart Little y Charlotte's Web.

## Adaptaciones

### Audio
La actriz Julie Harris narró una adaptación íntegra en LP en dos volúmenes para Pathways of Sound (POS 1036 y 1037). La grabación completa fue lanzada más tarde en casete de audio por Bantam Audio y en CD por Listening Library.

### Películas
El libro se adaptó muy libremente a una película de 1999 del mismo nombre, que combinaba acción en vivo con animación por computadora. En la película, Stuart es adoptado en lugar de nacer en la familia Little y la trama se centra en Stuart en busca de sus verdaderos padres (que murieron en un accidente cuando Stuart era un bebé) y el intento de Snowbell de deshacerse de él. Una secuela de 2002, Stuart Little 2, presenta al personaje de Margalo y sigue más de cerca la trama del libro. Una tercera película, Stuart Little 3: Call of the Wild, fue lanzada directamente en video.en 2006. Esta película fue completamente animada por computadora y su trama no se derivó del libro. Ninguna de las tres películas incluye la trama de Stuart como maestro suplente en una escuela.
Las tres películas presentan a Hugh Laurie como el Sr. Little, Geena Davis como la Sra. Little y Michael J. Fox como la voz de Stuart Little.
En 2015, se anunció que Sony Pictures y Red Wagon Entertainment estaban trabajando en una nueva versión de una película de Stuart Little. La película seguirá siendo un híbrido de acción en vivo/animación por computadora. Douglas Wick, el productor de las películas originales, producirá la nueva versión.
libro se adaptó muy libremente a una película de 1999 del mismo nombre, que combinaba acción en vivo con animación por computadora. En la película, Stuart es adoptado en lugar de nacer en la familia Little y la trama se centra en Stuart en busca de sus verdaderos padres (que murieron en un accidente cuando Stuart era un bebé) y el intento de Snowbell de deshacerse de él. Una secuela de 2002, Stuart Little 2, presenta al personaje de Margalo y sigue más de cerca la trama del libro. Una tercera película, Stuart Little 3: Call of the Wild, fue lanzada directamente en video.en 2006. Esta película fue completamente animada por computadora y su trama no se derivó del libro. Ninguna de las tres películas incluye la trama de Stuart como maestro suplente en una escuela.
Las tres películas presentan a Hugh Laurie como el Sr. Little, Geena Davis como la Sra. Little y Michael J. Fox como la voz de Stuart Little.
En 2015, se anunció que Sony Pictures y Red Wagon Entertainment estaban trabajando en una nueva versión de una película de Stuart Little. La película seguirá siendo un híbrido de acción en vivo/animación por computadora. Douglas Wick, el productor de las películas originales, producirá la nueva versión.[9]
Televisión
editar
"The World of Stuart Little", un episodio de 1966

### Videojuegos
Se han producido cuatro videojuegos basados en las adaptaciones cinematográficas. Stuart Little: Big City Adventures , lanzado para Microsoft Windows en 1999, está basado en la película de 1999. Stuart Little: the Journey Home, que se lanzó solo para Game Boy Color en 2001, también se basa en la película de 1999. Un juego basado en Stuart Little 2 fue lanzado para PlayStation, Game Boy Advance y Microsoft Windows en 2002. Un cuarto juego, titulado Stuart Little 3: Big Photo Adventure, fue lanzado exclusivamente para PlayStation 2 en 2005.